# ديكان-1-ول
ديكان-1-ول هو كحول دهني ذو عشر ذرات كربون، صيغته الجزيئية هي C10H21OH. وهو سائل لزج شفاف مائل إلى الأصفر قليلًا، الكحول غير قابل للذوبان في الماء وله رائحة عطرية. التوتر السطحي للكحول ضد الماء يكون عند 20 درجة مئوية هو 8.97 mN / m.